# Bleter far geszichte
Bleter far geszichte   (jiddisch; Blätter für Geschichte) ist ein auf Jiddisch erschienenes, in den Jahren von 1948 bis 1970 vom Jüdischen Historischen Institut (Żydowski Instytut Historyczny w Polsce / Jidischer Historischer Institut in Pojln / Yidisher historisher institut in Poyln) in Warschau herausgegebenes Periodikum, in dem 18 Bände veröffentlicht (41 Hefte) wurden. 1980 wurde es als Jahrbuch wieder aufgenommen und erschien bis 1993 (insgesamt 31 Bände). Darin enthalten sind Zusammenfassungen in polnischer und englischer Sprache. Herausgeber waren unter anderem Bernard Mark, Szymon Datner und Maurycy Horn.
Darin wurden wichtige Dokumente und Zeitzeugnisse zur Dokumentation der Shoah veröffentlicht.

## Vorgänger (1926–1938)
Bereits in den Jahren 1926–1938 waren Bleter far Geschikhte auf Jiddisch in Warschau erschienen, die sich der Geschichte der Juden in Polen und weltweit widmeten. Sie wurden von der Vereinigung jüdischer Akademiker in Polen herausgegeben. Dieser Vorgänger veröffentlichte Beiträge auch jüngerer Wissenschaftler; er trat zunächst unter dem NamenYunger Historiker auf. Herausgeber waren unter anderem Raphael Mahler, Emanuel Ringelblum und Jakub Berman.